# Gillertjärnen (Svärdsjö socken, Dalarna, 675231-150694)
Gillertjärnen är en sjö i Falu kommun i Dalarna och ingår i Gavleåns huvudavrinningsområde. Sjön är 10 meter djup, har en yta på 0,0615 kvadratkilometer och är belägen 381,2 meter över havet.

## Delavrinningsområde
Gillertjärnen ingår i det delavrinningsområde (675208-150736) som SMHI kallar för Mynnar i Hyn. Medelhöjden är 378 meter över havet och ytan är 1,62 kvadratkilometer. Det finns ett avrinningsområde uppströms, och räknas det in blir den ackumulerade arean 2,93 kvadratkilometer. Vattendraget som avvattnar avrinningsområdet har biflödesordning 2, vilket innebär att vattnet flödar genom totalt 2 vattendrag innan det når havet efter 127 kilometer. Avrinningsområdet består mestadels av skog (87 procent). Avrinningsområdet har 0,06 kvadratkilometer vattenytor vilket ger det en sjöprocent på 3,9 procent.